# Úrsulo Galván, Tierra Blanca
Úrsulo Galván är en ort i Mexiko.   Den ligger i kommunen Tierra Blanca och delstaten Veracruz, i den sydöstra delen av landet, 300 km öster om huvudstaden Mexico City. Úrsulo Galván ligger 13 meter över havet och antalet invånare är 305.
Terrängen runt Úrsulo Galván är mycket platt, och sluttar österut. Runt Úrsulo Galván är det ganska tätbefolkat, med 75 invånare per kvadratkilometer. Trakten runt Úrsulo Galván består till största delen av jordbruksmark.